# Viktor van der Reis
Viktor van der Reis (* 14. Mai 1889 in Neuenhaus; † 23. Dezember 1957 in São Paulo) war ein deutscher Mediziner, der als Gastroenterologe bekannt wurde. Er gilt als Wegbereiter der gastrointestinalen Mikroökologie des Menschen.

## Leben
Der Sohn des Neuenhauser jüdischen Kaufmanns Julius van der Reis und seiner Frau Sophie, geborene Schönberg, nahm 1909, nachdem er am Königlichen Realgymnasium in Osnabrück das Abitur abgelegt hatte, ein Studium der Medizin an der Universität Würzburg auf. Im Oktober 1911 wechselte Viktor van der Reis an die Universität Leipzig, wo er unter anderem Max von Gruber, Gustav Döderlein oder Emil Kraepelin hörte. An der Universität München legte van der Reis 1914 das Staatsexamen ab und wurde nach Vorlage seiner Dissertationsschrift mit der Note summa cum laude promoviert. Gleichzeitig arbeitete er als Medizinalpraktikant am Pathologisch-anatomischen Institut des Kreiskrankenhauses Lichterfelde und erhielt am 5. August 1914 seine Approbation.
Im selben Jahr wurde van der Reis zum Wehrdienst einberufen, wo er als Assistenz-, später Oberarzt arbeitete und dreimal verwundet wurde.
Am 3. Dezember 1918 heiratete van der Reis die Düsseldorfer Medizinerin Margarete Ernst, die zu den ersten Frauen in Deutschland gehörte, die in der Medizin einen akademischen Grad erwarben. Das Ehepaar bekam drei Kinder: 1922 wurde Sohn Ernst in Greifswald geboren, gefolgt von Annemarie 1925; Sohn Dierk kam 1928 in Danzig zur Welt. Wohl im Zuge der Heirat trat van der Reis zum katholischen Glauben über.
Im Januar 1919 nahm van der Reis eine Tätigkeit als Assistent in der Medizinischen Universitätsklinik Greifswald unter Paul Morawitz und Hermann Straub auf. Dort nahm er bakteriologische Untersuchungen des Darms vor und erarbeitete bis 1928 Grundlagen der gastrointestinalen Mikroökologie des Menschen.
1928 erhielt van der Reis eine außerordentliche Professur, fast gleichzeitig wurde er Direktor der Inneren Abteilung am Städtischen Krankenhaus in Danzig. Als aktives Mitglied der Danziger Zentrumspartei und aufgrund seiner jüdischen Abstammung wurde er ab 1935 mehrfach kurzzeitig inhaftiert und musste seine Tätigkeit am Krankenhaus aufgeben. Mit Genehmigung des Senats der Freien Stadt Danzig eröffnete er eine Privatpraxis, sah sich aber bald zur Flucht gezwungen, um einer Verhaftung durch die Gestapo zu entgehen. Zusammen mit seiner Familie kam er für kurze Zeit in Pelplin, rund 50 Kilometer südlich von Danzig, unter, wo er nach dem deutschen Überfall auf Polen verhaftet und in das Außenlager Neufahrwasser verbracht wurde. Seine Frau floh mit den Kindern nach Düsseldorf. Später wurde van der Reis in das Konzentrationslager Stutthof verlegt. Aus Gesundheitsgründen entlassen, konnte er wohl mit Hilfe der katholischen Kirche über Rom nach Brasilien auswandern. In Sao Paulo forschte er überwiegend auf dem Gebiet der Pharmakologie, widmete sich aber auch weiter der Gastroenterologie. Seine Familie konnte erst lange nach dem Krieg nachkommen. kehrte aber größtenteils nach seinem Tod nach Deutschland zurück.

## Werke (Auswahl)
- Die Darmbakterien des Erwachsenen und ihre klinische Bedeutung; 1925
- Der Antagonismus zwischen Koli- und Diphtheriebacillen und der Versuch einer praktischen Nutzanwendung; 1922
- Die Bedeutung der physiologischen Darmflora; 1922